# St. Agatha (Illerrieden)

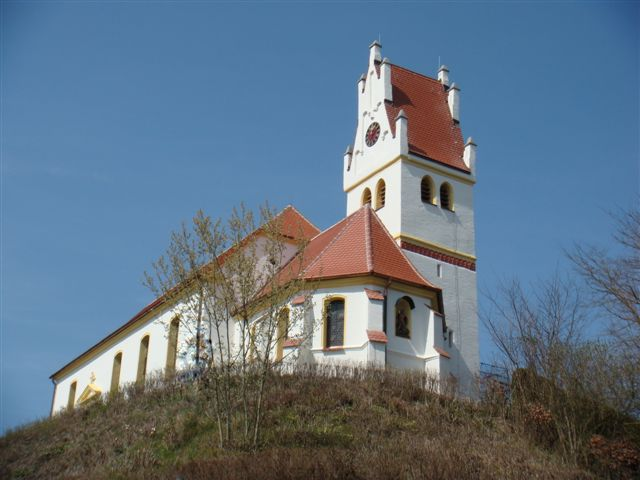
St. Agatha von Osten

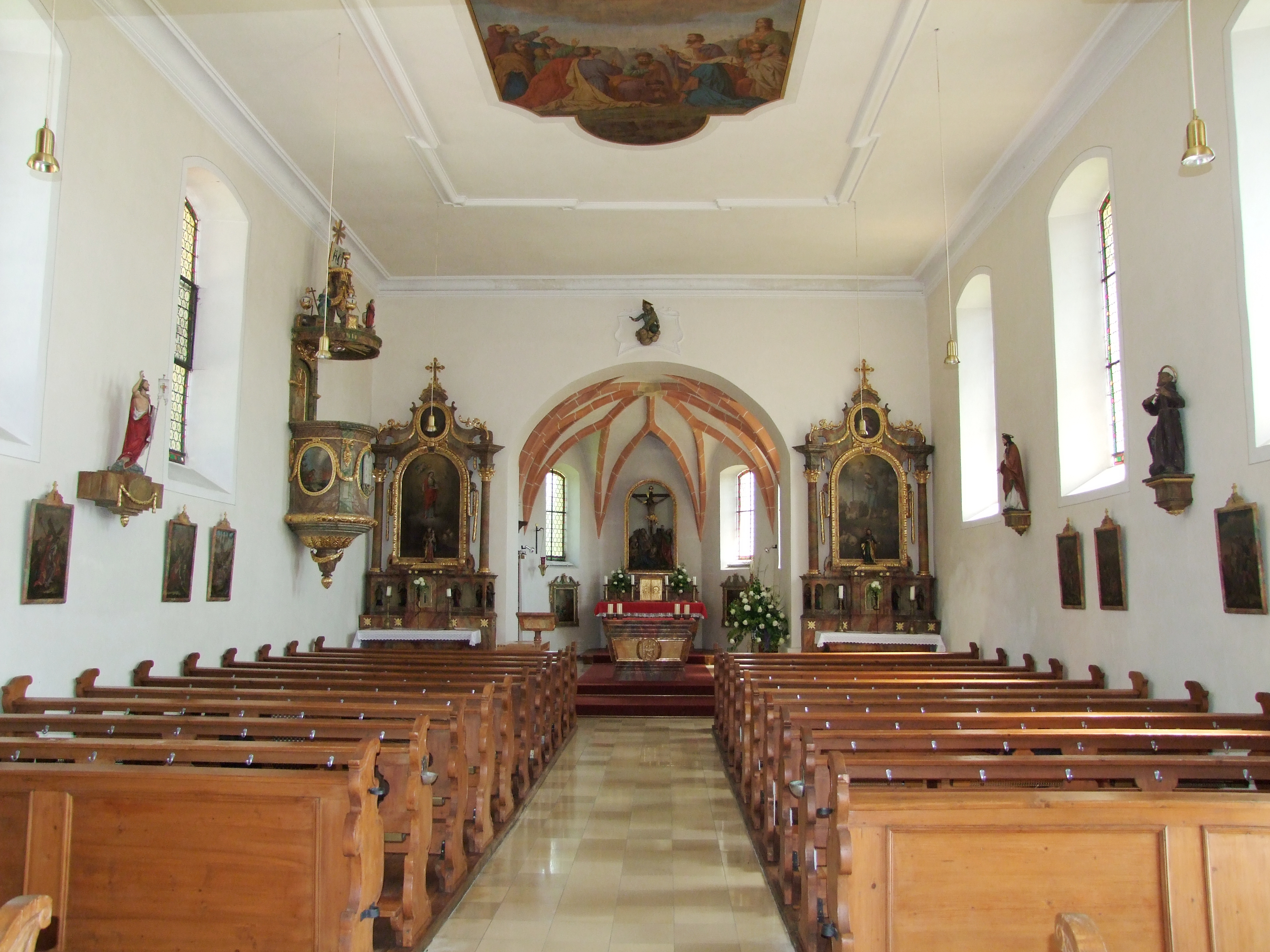
Innenraum

St. Agatha ist die 1465 errichtete katholische Filialkirche innerhalb der Seelsorgeeinheit Dietenheim-Illerrieden in Illerrieden im Alb-Donau-Kreis. Bis zum 9. Juli 1972, dem Tag der Einweihung der größeren Heilig-Kreuz-Kirche, war sie die Pfarrkirche des Ortes. Kirche und Ort gehörten bis zur Säkularisation zum Territorium des Deutschen Ordens innerhalb der Deutschordensballei Schwaben-Elsass-Burgund. Die Kirche ist eines der Kulturdenkmale in Illerrieden.

## Urkunde
„Geben zu Konstanz im Jahre des Herrn Eintausend vierhundert und sechs und sechzig, den 17. des Monats April, in der vierzehnten Römerzinszahl.“ – So schließt die Errichtungsurkunde der Pfarrei Illerrieden. Unterzeichnet ist sie von Propst Ulrich, dem damaligen Generalvikar der Diözese Konstanz, der bei verwaistem Bischofsstuhle die Diözese verwaltete.

## Geschichte

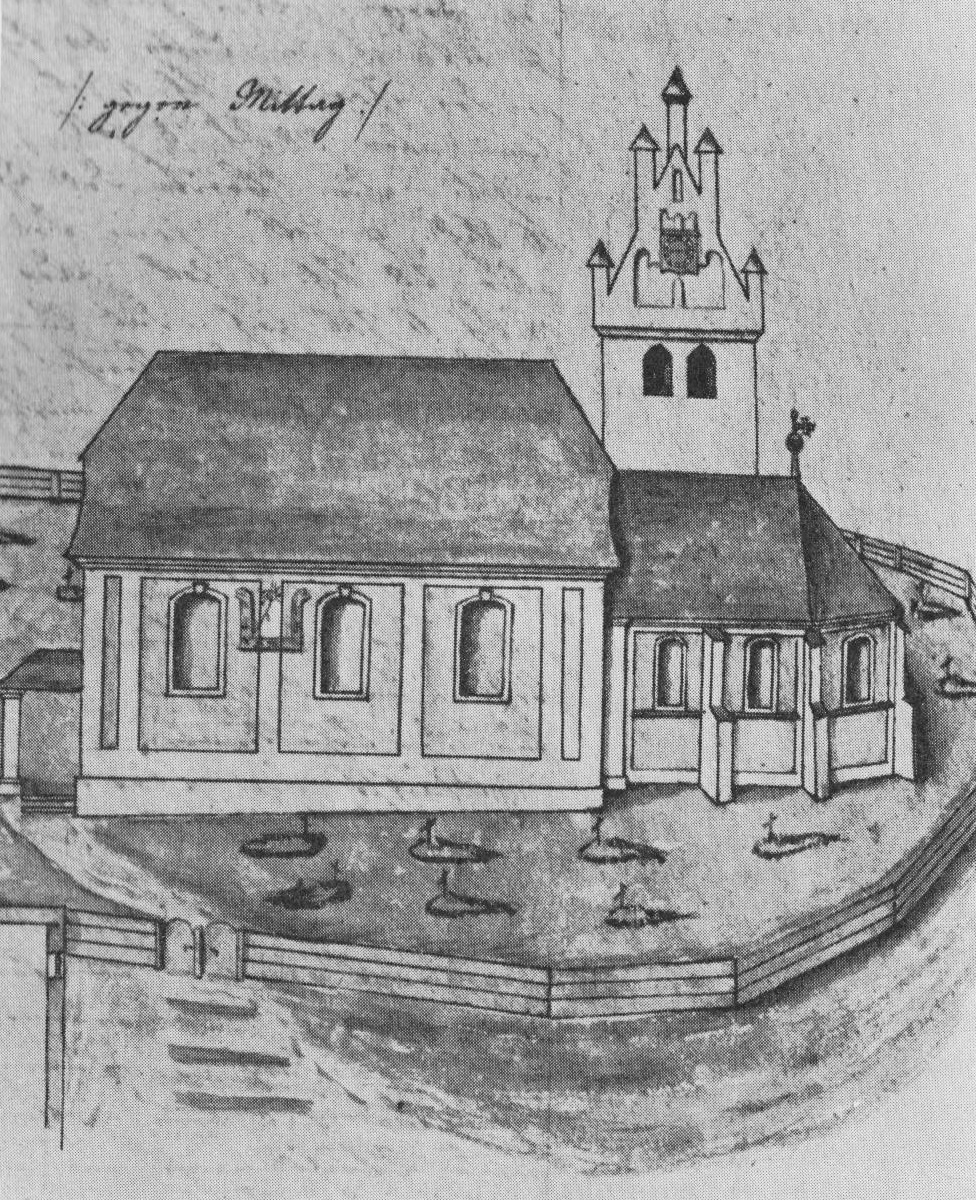
Die Deutschordens-Kirche St. Agatha 1750

Aus der vorerwähnten Urkunde geht hervor, dass der Gutsherr Johannes Welgling die Pfarrkirche – die Urkunde bezeichnet sie als „Kapelle“ – aus eigenen Mitteln unter tatkräftiger Mithilfe der Einwohner durch Spann- und Handfronen erbaut hat. Die Kapelle wurde wohl schon im Jahre 1465 oder noch früher errichtet, und es ist zu vermuten, dass vorher überhaupt keine Kapelle auf der Illerrieder Gemarkung vorhanden war. Sonst hätte man wohl die vorhandene Kirche vergrößert und keine ganz neue angelegt.  Der Platz für die Kirche wurde auf einer ins Illertal vorspringenden Bergnase gewählt, eine sehr günstige Lage. So überschaute der Bau die um den Kirchenhügel liegenden Wohnhäuser. Viele werden es noch nicht gewesen sein, denn man darf die Zahl der Einwohner in der damaligen Zeit auf nicht einmal 100 Personen schätzen. Nach dem Zeugnis des am 19. März 1823 verstorbenen Josef Kraker, der die von Welgling erbaute Kirche noch als Knabe gesehen hat, war diese Kirche sehr klein und um die Mitte des 18. Jahrhunderts ganz baufällig. Die Deutschordens-Gutsherrschaft, der als Patron die Baulast oblag, ließ im Jahre 1750 das allzu kleine und baufällige Kirchenschiff abtragen, und errichtete dafür ein größeres, das mit dem stehengebliebenen Chor und Turm verbunden wurde. So ist sicher, dass der gotische Chor mit seinem auf acht Spitzpfeilern ruhenden Gewölbe aus der Kirche des Johannes Welgling stammt. Auch der Turm mit seinem Satteldach und auffälligen aber zierlichen Pfeilerchen an den Giebelseiten ist ursprünglich erhalten geblieben. Das Langhaus der neuen Kirche mit je drei großen Fenstern auf der Nord- und Südseite erhielt ein sehr schmuckes, an barocke Form erinnerndes Dach. Es hatte nur einen Eingang auf der Westseite, der von einem Vordach geschützt war.

## Bau
Die Kirche liegt inmitten eines ummauerten Friedhofs. Spätgotisch sind noch der mit einem Satteldach gedeckte Glockenturm und das Netzgewölbe des Chors. Das flachgedeckte Langhaus stammt von 1750. Architekt könnte Johann Caspar Bagnato gewesen sein. 1890 wurde es nach Westen erweitert.

## Deckengemälde
Das Deckengemälde stellt die Himmelfahrt Christi dar und wurde nach der Kirchenerweiterung 1902 von dem Söflinger Maler Alois Fraidel (1835–1914) geschaffen.

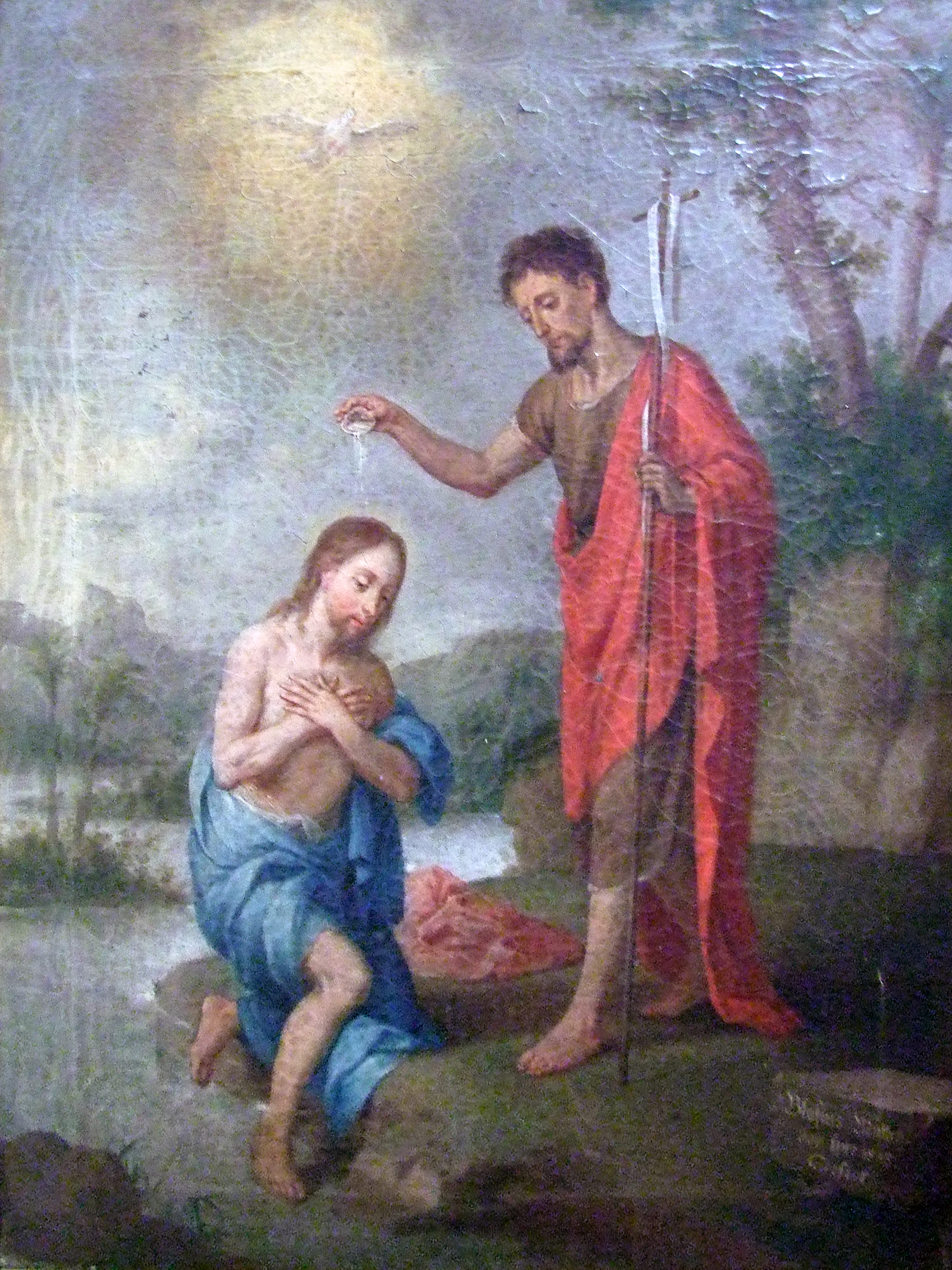
Taufe Jesu

## Chorgemälde
Zwei Tafelbilder von Konrad Huber sind links und rechts des Hauptaltars im Chor angebracht. Das linke Bild stellt die Taufe Jesu im Jordan dar und sollte den Aufbewahrungsort des Taufwassers abdecken. Das rechte Bild zeigt die Darstellung Jesu im Tempel: Der greise Simeon nimmt das Jesuskind in die Arme und erkennt in ihm den erwarteten Messias. Diese Tafel deckte die Nische für die Messbücher ab.

## Kanzel

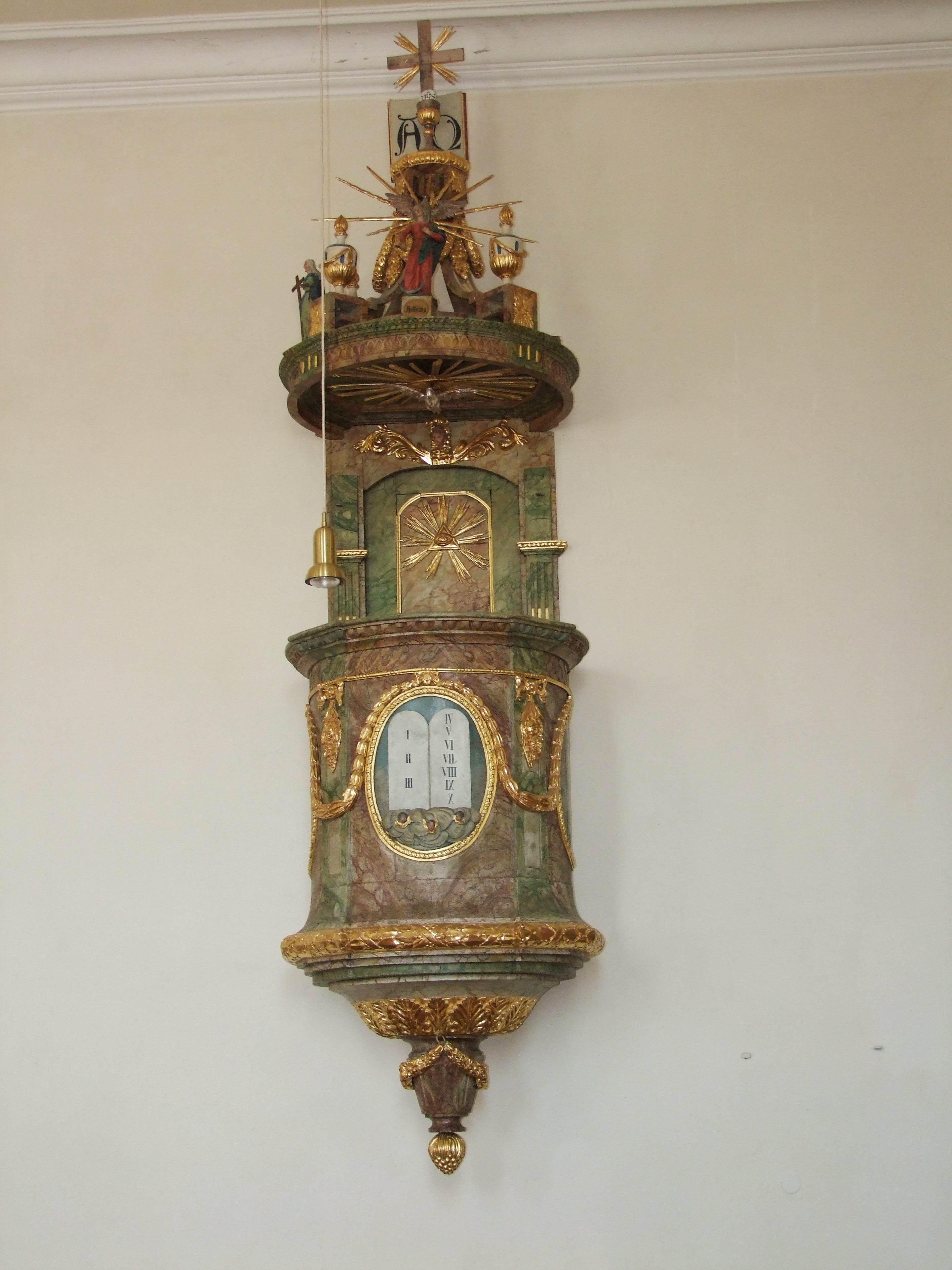
Kanzel

Ein Kunstwerk im Stil des Klassizismus ist die Kanzel aus dem ausgehenden 18. Jahrhundert. Nach einem Entwurf von Pfarrer  Michael Braig selbst wurde auch sie von den Schreinern Kempf und Ruepp gefertigt. In der Mitte der Kanzelbrüstung sind die Gesetzestafeln vom Berg Sinai. Im linken Medaillon ist Moses zu sehen, wie ihm Jahwe im brennenden Dornbusch begegnet, im rechten, wie der Prophet Elias im feurigen Wagen zum Himmel auffährt. Beide Bilder stammen von Conrad Huber, der auch 1821 die Seitenaltarblätter schuf. Auf dem reich gestalteten Schalldach der Kanzel stehen die allegorischen Figuren der drei göttlichen Tugenden: Glaube, Hoffnung und Liebe. Leider kam die dritte davon abhanden. Den Abschluss bilden das Α und das Ω mit dem Kelch, beides Symbole für Christus.

## Pfarrer
- Michael Braig (1774–1832), Pater und Mönch des Benediktinerklosters Wiblingen, Vikar in Unterkirchberg und Pfarrer in Illerrieden